# 논산 돈암서원 유경사
논산 돈암서원 유경사(論山 遯岩書院 惟敬祠)는 대한민국 충청남도 논산시에 있는, 인조 12년(1634)에 세웠진 조선시대 사립교육기관이다. 2000년 1월 11일 충청남도의 유형문화재 제155호로 지정되었다.

## 참고 자료
- 돈암서원유경사 - 국가유산청 국가유산포털